# Liniques Theron
Liniques Theron (* 4. Januar 1995 in Windhoek) ist eine ehemalige namibische Tennisspielerin. Sie beendete ihre Karriere Ende der 2010er Jahre, spielte dann aber erneut 2021, 2023 und 2025 in der namibischen Billie-Jean-King-Cup-Mannschaft.
Ihren höchsten Weltranglistenplatz im Einzel erreichte Theron mit 1170 am 12. Juni 2017, im Doppel mit Rang 1115 am 23. Mai 2016. Ihr größter Einzelerfolg war das Erreichen des Viertelfinals beim Turnier in Stellenbosch (Südafrika) im ITF Womens Circuit 2016. Im Doppel erreichte sie 2017 beim ITF-Turnier in Antananarivo (Madagaskar) mit der Südafrikanerin Madrie Le Roux das Finale. Bei den Afrikaspielen 2019 scheiterte Theron in der zweiten Runde im Einzelwettbewerb.